# Корреа, Мохамет
Мохамет Ламине Корреа (фр. Mohamet Lamine Corréa; род. 30 августа 2001, Гедиавай, Дакар) — сенегальский футболист, нападающий клуба «Метта».

## Карьера

### «Метта»

#### Начало карьеры
Воспитанник футбольной академии сенегальского клуба АШЕЛЕМ, откуда затем в ноябре 2017 года на правах свободного агента футболист перешёл в сенегальский клуб «Пикин», где позже стал капитаном основной команды. В июле 2022 года футболист перешёл в латвийский клуб «Метта». Дебютировал за клуб футболист 16 июля 2022 года в матче против «Риги», выйдя на замену на 35 минуте матча. Первым результативным действием за клуб футболист отличился 24 июля 2022 года в матче против клуба «Валмиера», отдав голевую передачу. Дебютный гол за клуб футболист забил 7 августа 2022 года в матче против «Риги». По итогу сезона футболист вместе с клубом завершил чемпионат на итоговом предпоследнем месте, отправившись в стыковые матчи за сохранение прописки в высшем дивизионе. По итогу стыковых матчей футболист вместе с клубом победили «Гробиню» и смогли сохранить прописку в высшем дивизионе. На протяжении сезона футболист был в клубе одним из основных игроков, отличившись 3 забитыми голами и 6 результативными передачами.

#### Сезон 2023
Новый сезон футболист начал 18 марта 2023 года с матча против клуба «Ауда», выйдя на поле в стартовом составе. Первым забитым голом в сезоне футболист отличился 11 апреля 2023 года в матче против клуба «Супер Нова», также отличившись и первой результативной передачей. Футболист продолжал выступать за клуб в роли одного из ключевых игроков, однако в начале июня 2023 года выбыл из распоряжения клуба, пропустив затем весь летний отрезок сезона, вернувшись в основной состав лишь в сентябре 2023 года. По итогу сезона футболист вместе с клубом завершил чемпионат на итоговом предпоследнем месте, отправившись в стыковые матчи за сохранение прописки в высшем дивизионе. В первом стыковом матче 22 ноября 2023 года против клуба «Скансте» футболист отличился оформленными дублями из забитых голов и результативных передач. По итогу ответного стыкового матча 25 ноября 2023 года, в котором футболист остался на скамейке запасных, также победили клуб «Скансте» и сохранили прописку в высшем дивизионе. Всего за сезон футболист отличился 8 забитыми голами и 5 результативными передачами во всех турнирах.

#### Сезон 2024
Первый матч в новом сезоне футболист сыграл 10 марта 2024 года в матче против клуба «Валмиера», выйдя на поле в стартовом составе. Первым в сезоне забитым голом футболист отличился 16 марта 2024 года в матче против «Лиепаи».